# Obesotoma okutanii
Obesotoma okutanii é uma espécie de gastrópode do gênero Obesotoma, pertencente a família Mangeliidae.